# Ulrike Lasta
Ulrike Lasta (* 1968 in Bruneck) ist eine Schauspielerin aus Südtirol. Seit 1997 ist sie Ensemblemitglied am Tiroler Landestheater in Innsbruck.  

## Leben
Ulrike Lasta wuchs in Bruneck auf und begann nach Abschluss der Oberschule ein Studium der Sprachwissenschaften an der Universität Padua, bevor sie an eine Schauspielschule in Innsbruck wechselte. Nach Ablegung der Bühnenreife erhielt sie mehrere Engagements an Nord- und Südtiroler Theaterbühnen; ebenso wirkte sie an Filmproduktionen mit. Seit 1997 ist sie Ensemblemitglied des Tiroler Landestheaters in Innsbruck.

## Theaterrollen (Auswahl)
- Mariedl in Die Präsidentinnen von Werner Schwab (Theater im Pub (Bruneck))
- Yvette in Mutter Courage und ihre Kinder von Bertolt Brecht (Tiroler Landestheater)
- Warja in Der Kirschgarten von Anton Tschechow (Tiroler Landestheater)
- Marthe im Urfaust von Johann Wolfgang von Goethe (Tiroler Landestheater)
- Kassandra in Orestie von Aischylos (Tiroler Landestheater)
- Natella Abaschwilli in Der Kaukasische Kreidekreis von Bertolt Brecht (Tiroler Landestheater)
- Dascha in Anna Karenina von Leo Tolstoi (Tiroler Landestheater)
- Adelheid in Maultasch von Martin Plattner (Tiroler Landestheater)

## Filmografie
- Flashback – Mörderische Ferien (Regie: Michael Karen), Spielfilm, Deutschland 1999/2000.
- Grenzen (Regie: Ivo Barnabò Micheli), Dokumentarfilm mit Spielfilmsequenzen, Italien 2001.